# 饥饿墙

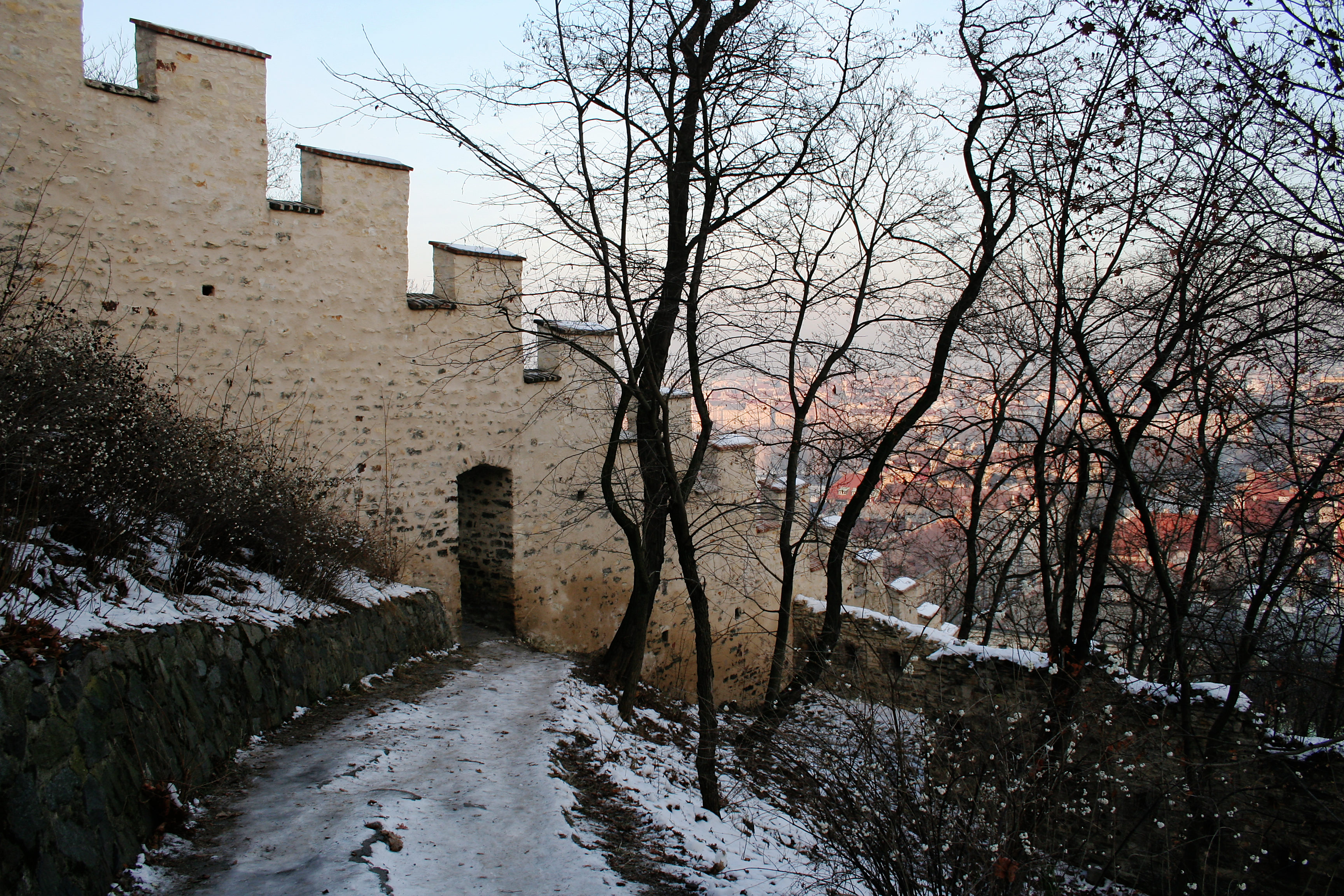
布拉格小城上方的饥饿墙

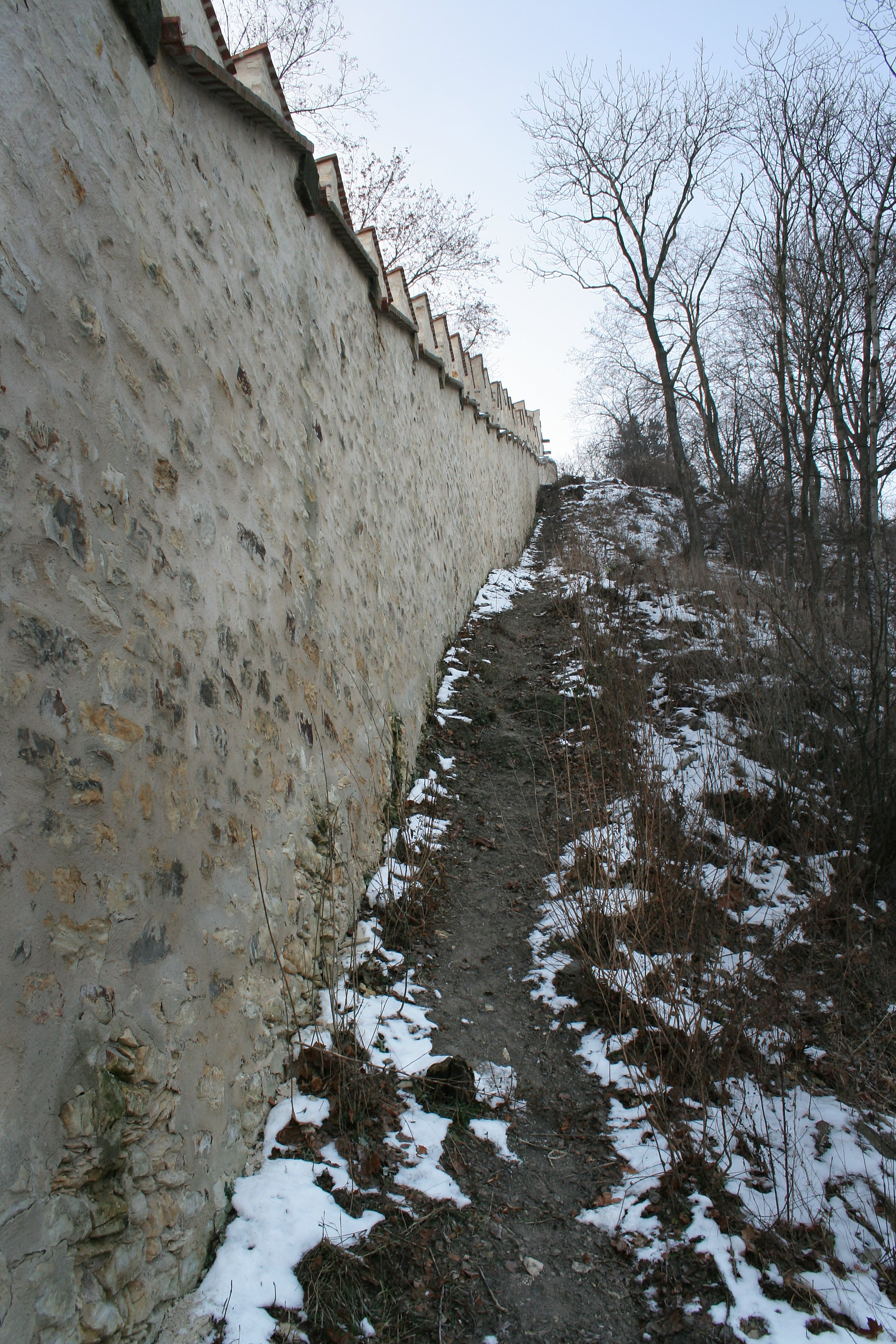
佩特任山上的饥饿墙

饥饿墙是捷克首都布拉格的中世纪防御墙，位于佩特任山上，1360年 - 1362年由神圣罗马帝国皇帝查理四世下令修建。修建的目的是加强布拉格城堡和布拉格小城的防御，防止从西面或南面的任何攻击。这堵墙原本高4-4.5米，宽1.8米，并设有城垛和棱堡。
这堵墙在1624年修复，18世纪中叶进一步加固，后来又多次修复或修改（20世纪是在1923-25年和1975年）。其中一个保存下来的堡垒被用作史蒂芬尼克天文台圆顶的基础。

## 名称与相关神话
这堵墙原来称为Zubatá（“与牙齿”）或Chlebová（“像面包一样”） 。形容词Hladová  （“饥饿”）出现于1361年捷克饥荒以后，当时这堵墙为该市的穷人提供了生计。根据神话，修建这堵墙的目的不是战略需要，而是雇用穷人，使其得以糊口。另一个神话，称皇帝查理四世本人每天在墙上工作几个小时，“以帮助自己心爱的人”。 
“饥饿墙”化已成为一个在捷克语中已经成为无用的公共工程的一种委婉说法。
50°04′59″N 14°23′42″E / 50.083°N 14.395°E